# Lo que el tiempo nos dejó
Lo que el tiempo nos dejó è una serie televisiva antologica argentina andata in onda dal 1º settembre 2010 al 6 ottobre 2010 su Telefe. I sei episodi della serie sono basati sulla storia del Bicentenario dell'Argentina. È una produzione Underground Contenidos, Endemol e Telefe Contenidos.
La serie ha ricevuto due nomination ai Premio Martín Fierro. Gli attori Rodrigo de la Serna e Martina Gusmán hanno vinto un premio e invece Carlos Belloso, Fabián Vena, Leonardo Sbaraglia, Julieta Díaz, Laura Novoa, Leticia Brédice, Luis Machín e Lidia Catalano hanno ricevuto una nomination.   
Fra gli altri attori ci sonoː Cecilia Roth, Mike Amigorena, Hilda Bernard, Luciano Cáceres ed Esteban Meloni. Per un elenco completo consulta la voce sui episodi.

## Episodi
| Stagione       | Episodi | Prima TV Argentina |
| -------------- | ------- | ------------------ |
| Prima stagione | 6       | 2010               |